# Silent Hill: Homecoming
Silent Hill: Homecoming (с англ. — «Сайлент Хилл: Возвращение домой») — компьютерная игра в жанрах survival horror и приключенческого боевика, разработанная американской компанией Double Helix Games и изданная Konami. Представляет собой шестую часть серии Silent Hill. Игра с подзаголовком Silent Hill V была официально анонсирована на выставке E³ Media and Business Summit 2007. В США игра вышла 30 сентября 2008 года на платформах Xbox 360 и PlayStation 3. На PC она появилась 6 ноября 2008 года и распространялась через систему цифровой дистрибуции Steam. В России игра на всех платформах была издана на английском языке компанией 1С-СофтКлаб. Планировался также выпуск проекта в Японии, но в итоге он был отменён.
Игра повествует об Алексе Шепарде, который возвращается в туманный город Шепардс-Глен. Дома он приступает к поискам своего пропавшего брата Джошуа, которые приводят его в Сайлент Хилл. Попадая в альтернативные реальности, Алекс и его спутники сталкиваются с многочисленными монстрами. Ветка повествования раскрывает тайны прошлого главного героя и основателей города, а также освещает деятельность культа, совершающего ритуальные жертвоприношения. Игровой процесс сосредоточен на исследовании мира, сражениях с врагами и решении головоломок. Главное новшество геймплея — обновлённая боевая система, позволяющая использовать различные атакующие комбинации и контратаки, в том числе путём QTE.
Практически ни один аспект игры не был однозначно воспринят критикой. Игровые обозреватели были раздосадованы сменой японского разработчика, за счёт которого изменилась и направленность ужаса. Сюжет был охарактеризован как менее многослойный, не содержащий символики и не держащий в напряжении, но в то же время более внятный и соответствующий букве серии. Усложнённая боевая система, перемежающаяся простыми игровыми загадками, показалась некоторым рецензентам неудачной из-за неудобного управления. Другие же остались ей довольны, отмечая большую подвижность главного героя и поведение виртуальной камеры. Музыкальное сопровождение в целом было названо удачным, но повторяющимся. Итоговое критическое восприятие оказалось двойственным и противоречивым. Многие сошлись во мнении, что игра, несмотря на свои положительные стороны, не является Сайлент Хиллом в полном смысле этого слова. Некоторые обозреватели апеллировали к тому, что изменения во франшизе неизбежны, и их нужно принимать менее предвзято.

## Игровой процесс
Игра относится к жанрам боевика от третьего лица и ужасов. В проекте два уровня сложности — обычный (англ. Normal) и тяжёлый (англ. Hard):3. При тяжёлом уровне сложности в игре будут встречаться более сильные монстры, а боеприпасов и аптечек на локациях станет меньше. Эти градации не влияют на головоломки. Главный герой может находиться в двух режимах — мирном и боевом. В первом он быстро перемещается, во втором может сражаться, наносить удары и отклоняться от них. Удачное уклонение позволяет провести контратаку. Алекс может наносить два типа атак: быстрые — оборонительного типа, и сильные — наступательного. Игрок также может добивать монстров ударом ноги. При передвижениях по уровню он может перепрыгивать через узкие ямы, взбираться на уступы, протискиваться сквозь узкие проходы. В игре используется система Quick Time Event, которая требует от игрока своевременного нажатия клавиш для выполнения определённого действия. Впервые в серии игрок может выбирать ответы в диалогах с другими персонажами, причём продолжительность разговора зависит от выбранных реплик. Периодически в Homecoming встречаются интерактивные флешбэки и логические головоломки, которые зачастую сводятся к поиску паролей, сбору предметов и починке сломанных механизмов. Герой комментирует увиденные предметы при взаимодействии с ними.
К оружию ближнего боя относятся боевой нож, церемониальный кинжал, труба, лом, пожарный топор, топор Пуласки и циркулярная пила. К дальнему — пистолет MK 23, хромированный пистолет, дробовик 12 калибра, вороненый дробовик, винтовка М14, полицейская винтовка и инопланетный бластер. При помощи топора протагонист может разрубать доски, открывая путь к дверям, и разламывать непрочную кирпичную кладку. Благодаря стальной трубе он может сломать замок или открыть калитку, а ножом разбить стекло, разрезать ткань или иную субстанцию. Оружие ближнего и дальнего боя по ходу игры заменяется на более быстрый или мощный аналог с соответствующем улучшением его боевых качеств. В Silent Hill: Homecoming отсутствует традиционная система автонаведния — прицелом необходимо управлять собственноручно. Акцент в проекте выполнен на ближний бой; количество боеприпасов к стрелковому оружию сильно ограничено. Рация издает статический треск при появлении врагов. В игре представлены различные анимации смертей главного героя. В частности, если игрок не успеет выполнить QTE-действия, дикие псы могут разорвать Алексу горло; если протагонист протянет руку за кроликом в сочащееся слизью отверстие, то потеряет конечность.
Предметы, подбираемые героем, находятся в двух разных инвентарях. Лекарства и квестовые вещи в первом; оружие, рация и фонарик во втором. Герой может находить на уровнях карты местности, на которых по мере прохождения появляются заметки. Он также ведёт журнал, куда записывает всю собранную полезную информацию и складирует фотографии и рисунки Джошуа. Сохранение возможно в ключевых точках около светящихся печатей Метатрона, прорисованных несколькими штрихами (в отличие от Silent Hill 3). Для сохранения игры доступно пять слотов. При потере, либо пополнении жизней отображается полоска здоровья, которую также можно видеть на экране инвентаря. Игрок может лечиться при помощи лечебных напитков, аптечек и сывороток в форме инъекционных пистолетов, которые также увеличивают максимальный запас здоровья.

## Сюжет

### Основная часть
Протагонист игры Алекс Шепард, участник войны, после воя сирены приходит в сознание в госпитале. Доктор, не произносящий ни слова, прикатывает его каталку в больничную палату. Алекс, ставший свидетелем кровавых расправ над пациентами медучреждения, избавляется от связывающих его ремней и слышит лязгающий звук. В больнице он обнаруживает медсестёр с повязками, закрывающими лица, орудующих скальпелями и идущих на свет, а также своего брата Джошуа, который сосредоточенно рисует и не желает разговаривать с протагонистом. Зайдя в поисках сбежавшего брата в лифт, Алекс вновь слышит металлический скрежет и в то же мгновенье его пронзает огромный металлический тесак. Он просыпается:102-103. Алекс возвращается на грузовике в родной город Шепардс-Глен (англ. Shepherd’s Glen), названный в честь его далёкого предка. Водитель фуры — дальнобойщик Трэвис. Добравшись до дома, Алекс находит мать, впавшую в кататонию и сообщившую, что его отец ушёл искать Джошуа. Пообещав найти их, герой уходит из дома. Пройдя через местное кладбище Роуз Хейтс и отбившись от освежёванных собак и Смогов, он встречает роющего могилы мэра и свою давнюю подругу Элль, расклеивающую объявления о поиске людей. Добравшись до местной свалки, Алекс разговаривает с Кертисом Экерсом (англ. Curtis Ackers), который задается вопросом, почему все часы в городе остановились на 2:06. В поисках мэра Сэма Бартлетта (англ. Sam Bartlett) Шепард попадает в гробницу его сына. Вскрыв её, он обнаруживает там наручные часы. После приступа сильной головной боли Алекс теряет сознание.
Главный герой просыпается в Сайлент Хилле. Он обнаруживает Джоша, но тот по-прежнему убегает от него и прячется. В Гранд-отеле Алекс видит Пирамидоголового, не проявляющего к герою особого интереса. В конце концов он встречает пьяного мэра. После того как на пол падают обнаруженные им часы, на их месте вырастает огромных размеров древовидный монстр Погребенный. «Пощади! Я живу для того, чтобы служить тебе», — кричит Сэм, но чудовище раздавливает его своей рукой. После битвы монстр падает, разрушая пол. В пропасть за ним летит и Алекс. Протагонист приходит в себя в полицейском участке и видит, что чернокожий помощник шерифа Джеймс Уиллер (англ. James Wheeler) наставил на него ружьё. После допроса Уиллер выпускает Алекса из камеры. На участок нападают Схизмы. Уиллер сообщает, что люди начали исчезать в городе довольно давно, ещё до появления тумана. По неизвестной причине пропали дети из четырёх семейств, ведущих род от отцов-основателей города: Бартлетт, Холлоуэй, Фитч и Шепард. Уиллер и Алекс выбегают на автостоянку, куда подъезжает Элль. Взбесившийся монстр Сиам переворачивает автомобиль, и Алекс с Элль успевают спуститься в канализационные туннели.

Скриншот геймплея игры. Алекс сражается со Скарлетт на локации «Спуск в Ад»

В канализации герои разделяются, а впоследствии протагонист обнаруживает лужу крови и рацию, оставшуюся от Элль. Выбравшись на поверхность, Алекс встречает на дороге доктора Мартина Фитча (англ. Dr. Martin Fitch), оставляющего кровавые следы и размахивающего скальпелем. Следуя за ним в офис, в одной из комнат он обнаруживает игрушечную куклу дочери доктора Скарлетт. После этого кукла лысеет, лишается глаза, а Алекс вновь падает в обморок. Главный герой просыпается в странном мире, состоящем из металлических конструкций. В нём он обнаруживает Мартина, который говорит, что хочет встретиться со своей дочерью. Кукла, остававшаяся всё это время у Алекса, внезапно оживает. У Фитча открывается множество порезов. Упавшая в лужу крови кукла увеличивается в размерах и трансформируется в трёхметрового монстра. Уничтожив его, Алекс просыпается в Шепардс-Глене.
Вернувшись домой, Алекс обнаруживает письмо своего отца, из которого следует, что людей в городе похищал культ. Чтобы во всем разобраться, Адам отправился в Сайлент Хилл. Главный герой решает переговорить об этом с матерью — Лиллиан, но в этот момент появляются члены ордена и похищают её, а дом трансформируется в свою кошмарную версию. Выбравшись из него, Алекс встречает Элль и Уиллера, и они вместе отправляются в Сайлент Хилл через озеро Толука на катере. Неожиданно к ним подплывают культисты, скрывавшиеся в тумане, и похищают спутников протагониста, а ему самому удаётся бежать. В здании тюрьмы Алекс вызволяет Уиллера. В одной из камер главный герой обнаруживает свою мать, прикованную к странному механизму, который постепенно растягивает её тело. Она просит сына о помощи. В зависимости от действий игрока Алекс может застрелить её или увидеть, как механизм разрывает Лиллиан напополам. В другой камере протагонист встречает мать Элль — судью Холлуэй, привязанную к стулу. Когда Алекс показывает ей медальон, который ему ранее дала Элль, выясняется, что он принадлежит дочери Маргарет Норе. Освобождённая судья убегает, а на её месте появляется монстр Асфиксия, которая утаскивает в дыру Уиллера.
После того как Алекс побеждает её, он, следуя за Джошем, попадает в собор. В исповедальной перед главным героем кается в грехах Адам Шепард. Игрок может выбрать, простить ему грехи или нет. Позже протагонист обнаруживает отца, прикованного к металлическим конструкциям. Адам говорит, что на главном герое надеты его старые военные значки, и сообщает, что Алекс ранее лежал в психиатрической больнице. После Адама разрубает напополам Пирамидоголовый. Позже главного героя оглушает Кертис. Придя в себя, он видит Маргарет Холлуэй. Она говорит, что сделала всё ради защиты семьи — и поэтому пожертвовала дочерью. Члены семьи основателей были первыми поселенцами, культистами, выходцами из Сайлент Хилла, заключившими договор с божеством. В качестве платы — жертвоприношение каждые полвека. Однако соглашение было нарушено. Маргаретт берёт дрель и втыкает её в ногу Алекса. Протагонист вырывается и убивает судью, а после спасет Элль от Кертиса. В одном из помещений Алекс обнаруживает едва живого Уиллера и может дать либо не дать ему аптечку. Алекс вспоминает, как ранее с братом решил прокатиться на лодке по озеру. Джошуа показывал ему фамильное кольцо. В ходе небольшой схватки Джош ударяется головой и падает за борт, отчего умирает. Протагонист понимает, что он косвенно виновен в его смерти. В конце концов главный герой сталкивается с Амнионом — паукообразным чудовищем на механических лапах. Из вспоротого живота монстра выпадает Джошуа. Алекс просит прощения у его тела.

### Концовки
Представители The Collective сообщали, что в Silent Hill: Homecoming будет несколько окончаний, которые зависят как от диалогов, так и физических действий игрока, а также выражали надежду на возвращение любимой фанатами НЛО-концовки. В игре существует пять финалов, зависящих от реакции игрока на три игровые ситуации — просьбу матери главного героя, исповедь отца и помощь Уиллеру в церкви Ордена. После достижения каждого из финалов разблокируется один из игровых костюмов — дальнобойщика, полицейского, Пирамидоголового, медика и солдата Ордена. В случае прохождения игры с НЛО-концовкой игрок также может получить лазерный пистолет.
- «Хорошая» (англ. Good) — Алекс выбирается из канализации, встречает и обнимает Элль. Убедившись, что они оба в порядке, герои, прихрамывая, уходят, скрываемые туманом. Если собрать все одиннадцать фотографий на протяжении игры, после титров можно также заметить секретное окончание, в котором Джошуа фотографирует Алекса на полароид.
- «Госпиталь» (англ. Hospital) — протагонист видит операционный светильник. Он просыпается в больнице и пытается выбраться из каталки. Алекс спрашивает у санитара в маске и халате, выглядящего, как его отец, было ли всё происходящее сном. Другой санитар, напоминающий Уиллера, отвечает, что главный герой не сможет никуда выбраться, пока не начнёт принимать реальность и нести ответственность за свои действия. После этого его подвергают шоковой терапии.
- «Утопление» (англ. Drowning) — главный герой просыпается связанным в наполненной водой ванне у себя дома. К нему подходит Адам и, говоря, что его жертва спасёт всех, включая Джошуа, топит его.
- «Бугимен» (англ. Bogeyman) — протагонист просыпается прикованный к стулу в ином мире. К нему подходят двое Пирамидоголовых с двумя кусками пирамиды, покрытыми острыми шипами изнутри. Они соединяют их на голове Алекса. Преображенный в Пирамидоголового, он встаёт со стула и начинает кричать[32]:64.
- «НЛО» (англ. U.F.O.) — начало аналогично «Хорошей» концовке, но после того как Алекс подходит к Элль, в небе возникает летающая тарелка и забирает героев лучом к себе на корабль. После этого появляется Уиллер и говорит: «Так вот кто всех похищал… Я так и знал!». Тарелка со свистом улетает[19][36].

### Персонажи
Протагонистом Silent Hill: Homecoming является Алекс Шепард (англ. Alex Shepherd), двадцатидвухлетний главный герой игры, возвращающийся домой после длительного отсутствия. Алекс — солдат армии США, морской пехотинец. Он с ранних лет мечтал стать военным, коллекционировал модели самолётов и прочей техники. Его отец отдавал предпочтение казарменным методам подготовки. Сложные отношения с родителями повлияли на его устройство в армию. Создатели сообщали, что Алекс в меньшей степени жертва обстоятельств и в большей степени человек действия, занимающий более активную позицию по отношению к происходящему. В нём чувствуется стилизованная реалистичная правдоподобность и «знакомая тоска», которую можно видеть в его глазах. Алекс сталкивается с ужасами, которые отражают его психологическое состояние. В какой-то мере игрок должен идентифицировать себя в Алексе. Разработчики отрицали сравнение героя с Кратосом, но сообщали, что благодаря различным типам атак он «определённо готов к войне». У героя одинаковая фамилия с персонажем второй части, Мэри Шепард-Сандерленд, что, по мнению игровых обозревателей, намекало на их родственную связь. Некоторым критикам его внешность отдалённо напоминала одновременно героев как первой, так и второй и четвёртой частей серии. Алекс не выглядит на свой возраст и кажется старше. В то же время он слишком моложав для ветерана войны. Взрослого героя озвучивал Брайан Блум, персонажа в детстве — Кристиан Робертс (англ. Christian Roberts). С Робертса также была записана анимация Алекса методом motion capture. До официального анонса Konami сообщала, что в игре будет два играбельных персонажа.
К числу женских персонажей относится Элль Холлоуэй (англ. Elle Holloway), которая, по выражению создателей, «сексуальна в общепринятом смысле этого слова подобно Марии из Silent Hill 2 и миловидна в стиле девушки-соседки как Хизер из Silent Hill 3». Её озвучивала Илана Баррон (англ. Llana Barron). Элль предстаёт как упрямая молодая девушка, которая отказывается принимать текущее состояние города и потому расклеивает листовки о поиске пропавших. Алекс вырос вместе с ней, поэтому она испытывала боль, когда протагонист внезапно исчезает, не сказав Элль ни слова:8. Младший брат главного героя, девятилетний Джошуа Шепард (англ. Joshua Shepherd), любимый сын в семье, на протяжении игры не отличается разговорчивостью. Персонаж говорит голосом Далтона О’Делла. Отец братьев и глава семейства — пятидесятитрёхлетний Адам Шепард (англ. Adam Shepherd), отставной солдат и по совместительству городской шериф:8. Как и Кертиса, владельца лавки старьёвщика, всегда пребывающего в дурном расположении духа, Адама озвучивал Аль Бандиеро:9. Элизабет Ламберт также занималась озвучиванием сразу двух персонажей — судьи Холлуэй и Лиллиан Шепард; Дэвид Алан Грэф — мэра Сэма Бартлетта и доктора Фитча; Фитц Хьюстон — помощника шерифа Уиллера.
В игре в качестве камео встречается герой Silent Hill: Origins — дальнобойщик Трэвис Грэйди. Впрочем, в течение игры, где он появляется только в одной сцене, его имя не раскрывается, а само присутствие никак не объяснено. Он выглядит гораздо старше, чем в Origins. Все вопросы, которые игрок мог бы задать о его роли в контексте двух историй, остаются без ответа. В одной из сцен Уиллер упоминает Сибил Беннет, героиню первой части серии. Включение Пирамидоголового в Homecoming, как признавались разработчики, не было лёгким решением. Принимая во внимание роль монстра в Silent Hill 2, Double Helix Games решили использовать его в проекте как воплощение мифа о том, что родители должны держать детей подальше от неприятностей. Впрочем, на E3 создатели ещё не могли прояснить, зачем монстр появился в игре, однако выражали симпатии к его киноварианту.

## Разработка
| Системные требования | Системные требования                                                                      | Системные требования                                          |
| -------------------- | ----------------------------------------------------------------------------------------- | ------------------------------------------------------------- |
|                      | Минимальные                                                                               | Рекомендуемые                                                 |
| Microsoft Windows    |                                                                                           |                                                               |
| ОС                   | XP (SP2), Vista (SP1)                                                                     | XP (SP2), Vista (SP1)                                         |
| ЦПУ                  | Dual Core CPU - Intel Core 2 Duo E6400 или AMD Athlon 64 X2 4200+                         | Intel CoreC 2 Duo Family, AMD Athlon, 64 X2 5200+, AMD Phenom |
| Объём ОЗУ            | 1 Гб (XP) / 2 Гб (Vista)                                                                  | 2 Гб                                                          |
| Место на диске       | 10 Гб                                                                                     | 10 Гб                                                         |
| Видеокарта           | DirectX 9.0c совместимая, серия ATI Radeon HD или серия NVIDIA GeForce 7800 (мин. 256 Мб) | NVidia GeForce 8800 или ATI Radeon HD 2900                    |
| Звуковая плата       | DirectX 9.0c                                                                              | DirectX 9.0c                                                  |
| Устройства ввода     | клавиатура, компьютерная мышь                                                             | клавиатура, компьютерная мышь                                 |

### Создатели
Команда разработчиков Team Silent, которая создавала все предыдущие части игр серии Silent Hill, за исключением Origins, не участвовала в разработке продолжения. Вместо неё проект перешёл в руки молодой калифорнийской команды The Collective, которая в 2007 году была объединена с группой Shiny Entertainment и стала называться Double Helix Games. От прежнего коллектива остался Акира Ямаока, который занимался написанием музыкального сопровождения. Ямаока говорил: «Природа серии Silent Hill состоит в том, что японская команда создавала хорроры, место действия которых разворачивается в США<…> На этот раз мы работаем с западными разработчиками, но японцы в ней тоже присутствуют<…> Мы тоже принимаем участие. Это и есть основное отличие от последних итераций Silent Hill». На передачу проекта американским разработчикам также повлияла особая популярность серии на западе. Над игрой работали сценаристы Call of Duty Патрик Дуди и Крис Валенциано. В общей сложности проект был в разработке чуть менее пяти лет. Double Helix Games изъявляла желание и дальше заниматься разработкой игр серии. Впрочем, все последующие проекты франшизы Silent Hill создавались иными компаниями.

### Слухи и анонс
Первоначально слухи о разработке игры появились в 2004 году. Стало известно и предположительное рабочее название проекта — Shadows of the Past (рус. Тени прошлого). Главный дизайнер Масаси Цубояма (англ. Masashi Tsuboyama) в интервью веб-сайту Eurogamer дал понять, что разработка игры ведётся для консолей нового поколения, однако появившаяся информация о названии никак не связана с наименованием будущей пятой номерной части серии Silent Hill. Ямаока, ставший с некоторых пор «лицом» серии, заявлял о концепции дневного страха, корни которой должны уходить в психологизм Silent Hill 2. Ориентация на эту часть сериала была связана с особым отношением игроков ко второй части франшизы. Композитор также озвучивал возможность выхода игры на старых платформах. Связь со второй частью серии должна была проистекать из поведения персонажей. «Мы хотим открыть двери в этот мир заново — поверьте, он того стоит», — говорил Акира. Впрочем, идея блужданий протагониста при дневном свете так и не получила своего воплощения. К апрелю 2007 года у разработчиков до сих пор не было определённости в плане игровых платформ, однако в качестве потенциально возможных назывались PlayStation 3 и Xbox 360. Цубояма отрицал возможность появления проекта на Wii.
Официальный анонс последовал на пресс-конференции от Konami 11 июля 2007 года на E³ Media and Business Summit, в рамках которой стало известно о передаче проекта сторонней студии, что вызвало сильное недовольство поклонников серии. На выставке был продемонстрирован тизер игры, представляющий собой монолог Алекса, и первые скриншоты. На тот момент проект назывался не иначе как Silent Hill V. Продюсер Уильям Ортелл подтвердил выход видеоигры на игровых системах седьмого поколения, а также озвучил первые геймплейные и сюжетные подробности. Была заявлена новая боевая система, сочетающая в себе массив как оборонительных, так и наступательных характеристик, отличающаяся широким спектром атак с возможностью применения различных видов оружия. Озвученный в видео слоган — «Конец молчания» (англ. End the Silence). Дата релиза не сообщалась. Вследствие ведения разработки новой части серии студией было приостановлено создание другого проекта в жанре хоррор — Harker. 11 декабря 2007 года в сети появились первое геймплейное видео грядущей игры, представляющее собой запись с немецкой ТВ-программы.
Формально игра участвовала в выставке Tokyo Game Show 2007, однако фактически ничего нового о ней сказано не было. Вместо свежей информации о проекте Konami показала трейлеры Silent Hill: Origins и Silent Hill: The Arcade. В апреле 2008 года было сообщено о смене названия проекта на Silent Hill: Homecoming, которое, по мнению Konami, лучше отражает суть игры. Пресса стала предполагать, что исчезновение цифры в названии связано с разработкой «настоящей» пятой части серии, которой занимались Team Silent. Это мнение, впрочем, не нашло своего отражения в реальности. В последующем появлялась информация о том, что игра будет портирована на персональные компьютеры, поскольку упоминание о ней появилось на сайте ESRB. Эти сведения подтвердили разработчики в своём интервью блогу Kotaku, а впоследствии и Томм Хьюлетт во время выставки Games Convention 2008, проводившейся с 20 по 24 августа в Лейпциге. На выставке также был продемонстрирован новый трейлер. На Konami Gamers’ Day 08 Ямаока заявил, что главным отличием Homecoming от предыдущих частей сериала является то, что впервые действие начинается не в Сайлент Хилле, а в другом городе.

### Концепция
Разработчики заявляли о намерении сохранить психологические аспекты страха, которые сделали франшизу столь популярной. Так как игра была только вторым проектом, который разрабатывался за пределами Японии, то на Double Helix Games лёг определённый груз ответственности. У команды существовало четыре принципа, которыми она руководствовалась, чтобы сделать игровой процесс более выдающимся. Первый из них состоял в необходимости сохранить тайтл стилистически зрелым, передать характерные черты серии, в то же время оставляя открытым геймплей для тех игроков, которые не были знакомы с серией. Он находил своё выражение как в клаустрофобической природе города, так и густом тумане, покрывающим его улицы. Коллектив разработчиков также желал сделать «твёрдой» ветку повествования. К ещё одному принципу относилась реалистичная боевая система, возможная благодаря тому, что главный герой был не простым обывателем, а ветераном войны в Персидском заливе. Студия не хотела передавать игроку чувство разочарования, возникающее из-за неспособности справиться с ситуациями, которыми для него создаёт игра. Наконец разработчики подчеркивали чувство страха жутким геймплеем и непростыми визуальными эффектами. Головоломки должны были вписаться в игровой процесс максимально бесшовно. Удобная система инвентаря позволяла игрокам интуитивно понять способы манипулирования игровыми предметами и в сущности убирала один из барьеров к погружению в мир игры. Double Helix Games заявляла, что в игре все решения выполнены в форме эволюции, а не революции. Впрочем, Konami не давала разработчиком много пространства для манёвра. Проект, рассчитанный на широкую аудиторию, не должен был терять своей сути.
Первым геймплейным моментом, который подвергся пересмотру, стала система виртуальной камеры. Появление свободной камеры позволило полностью осматривать игровое пространство и способствовало более глубокому погружению в мир игры. Она была расположена за плечом главного героя, однако во время внутриигровых видео могла менять своё местоположение. Большая часть боевой системы основывалась на концепции ближнего боя, что должно было вызывать у игрока чувство напряжения. Количество боеприпасов для оружия дальнего боя на локациях было строго ограничено, что делало игру более сбалансированной. Месторасположение ресурсов основывалось на наблюдениях за тестерами. Сценарист Дэвид Верфэйли заявлял: «Не волнуйтесь, мы не хотим превратить SH5 в боевик. Мы пытаемся вывести систему управления на новый уровень». Ведущий дизайнер Silent Hill: Homecoming Джейсон Аллен (англ. Jason Allen) считал, что именно боевая система была наиболее успешной частью игры. Уже после выхода игры он выражал мнение, что из всего массива проекта можно было бы несколько улучшить головоломки, а также внести некоторые изменения в локации. Из проекта был намеренно исключён лёгкий уровень сложности для того, чтобы сохранить требуемый уровень атмосферности и в связи с недостаточностью времени на его внедрение.
Продюсер Томм Хьюллетт считал, что команда разработчиков не пыталась коренным образом изменить сущность серии: «Resident Evil получил более практическую направленность, и это работает на серию, потому что Resident Evil больше о собаках, прыгающих через зеркала. В противоположность этому Silent Hill поддерживает определённое настроение — ощущение страха… и чем дольше вы играете, тем более взволнованным себя чувствуете<…> Silent Hill нуждается в этом ощущении независимо от того, какой посыл вы пытаетесь передать в игре». В отличие от Silent Hill 4, с его радикальными изменениями, Homecoming использует формулу постепенного развития. Единственный существенно изменённый аспект игры — боевая система. Перенос действия в город Шепардс-Глен аргументировался тем мнением, что Сайлент Хилл представляет скорее психологическое состояние главного героя, его персонифицированный кошмар — это не столько место, сколько состояние души. Физическое местоположение города в данном случае вторично. Тем не менее главный герой игры на определённом этапе физически попадает в Сайлент Хилл, в отличие, к примеру, от Генри. «Игра же не называется Шепардс-Глен, в конце-то концов» — комментировали разработчики. Атмосфера игры гораздо больше завязана на ужасе, потере личности и чувстве тщетности борьбы. Ямаока потратил много времени для объяснения американской команде концепции чувства страха, основанного на историях о духе онрё.

### Производственный процесс
Для того чтобы найти студию, которая бы занялась разработкой новой части франшизы, Konami объявила о проведении презентации «своего видения Silent Hill V». В конкурсе среди разных студий победила малоизвестная The Collective, ранее разрабатывавшая Marc Ecko’s Getting Up: Contents Under Pressure, Buffy the Vampire Slayer и The Da Vinci Code. Её представители сумели убедить корпорацию в том, что они понимают философию серии, продемонстрировав это в своей концепт-демо. Основные идеи команды были отражены в презентации, созданной в Microsoft PowerPoint. На раннем этапе разработки в игре должно было появиться дневное время суток. Ямаока говорил, что эту идею сложно объяснить, и он сравнивал её с трейлером Resident Evil 5, который пугает, несмотря на отсутствие глубокой ночи. Студия хотела сделать битвы с монстрами более страшными, но не за счёт того, что нельзя увидеть персонажа или управлять им. Монстры, встречающиеся в проекте, гораздо более агрессивны, чем их предшественники, но игрок по-прежнему может убегать от них, а также использовать их слабости. Так, погасив все источники света, можно пройти мимо дьявольских медсестёр незамеченным. «Они дадут отпор<…>, и убьют вас, если вы им это позволите» — говорил Хьюлетт. Их пугающие образы являются отражением внутреннего мира Алекса. Дикий пёс в раннем концепте напоминал амфибию и динозавра, но в итоге художники остановились на версии с прозрачной кожей и просвечивающей мускулатурой.
Общая концепция истории уже была сформирована к тому моменту, когда Патрик Дуди и Крис Валенциано присоединились к команде разработчиков. Проектная группа несколько месяцев проработала над историей, и в ходе данной работы были устранены некоторые шероховатости повествования. Первоначально были продуманы внутриигровые кат-сцены (англ. In-Game Cinematics), которые были максимально приближены к сценам в жанре кинодраматургии. После Дуди и Валенциано занялись написанием диалогов и прочих интерактивных бесед персонажей, а также созданием подсказок к головоломкам, отражённых в газетных статьях, исторических записях, журналах и вывесках. Ближе к окончанию работ были написаны фразы-комментарии главного героя к различным объектам, вроде «Смотри, я нашёл дверь» или «Эти ворота заперты». В финальной версии игры они были несколько откорректированы. Авторам, по их словам, во многом помог предшествующий опыт в создании триллеров для канала Sci-Fi Channel. Дуди был знаком с предшествующими играми серии. Валенциано сообщал, что ему нравилось работать над игрой, поскольку процесс игрового проектирования даёт возможность создать большой мир и глубоких персонажей. В общем и целом было написано порядка 300 страниц текста. Ветвление разговоров позволяло глубже преподнести сюжет, почувствовать реальность персонажей. Игрок, которому безразлично повествование, мог пропустить порядка сорока минут игры.

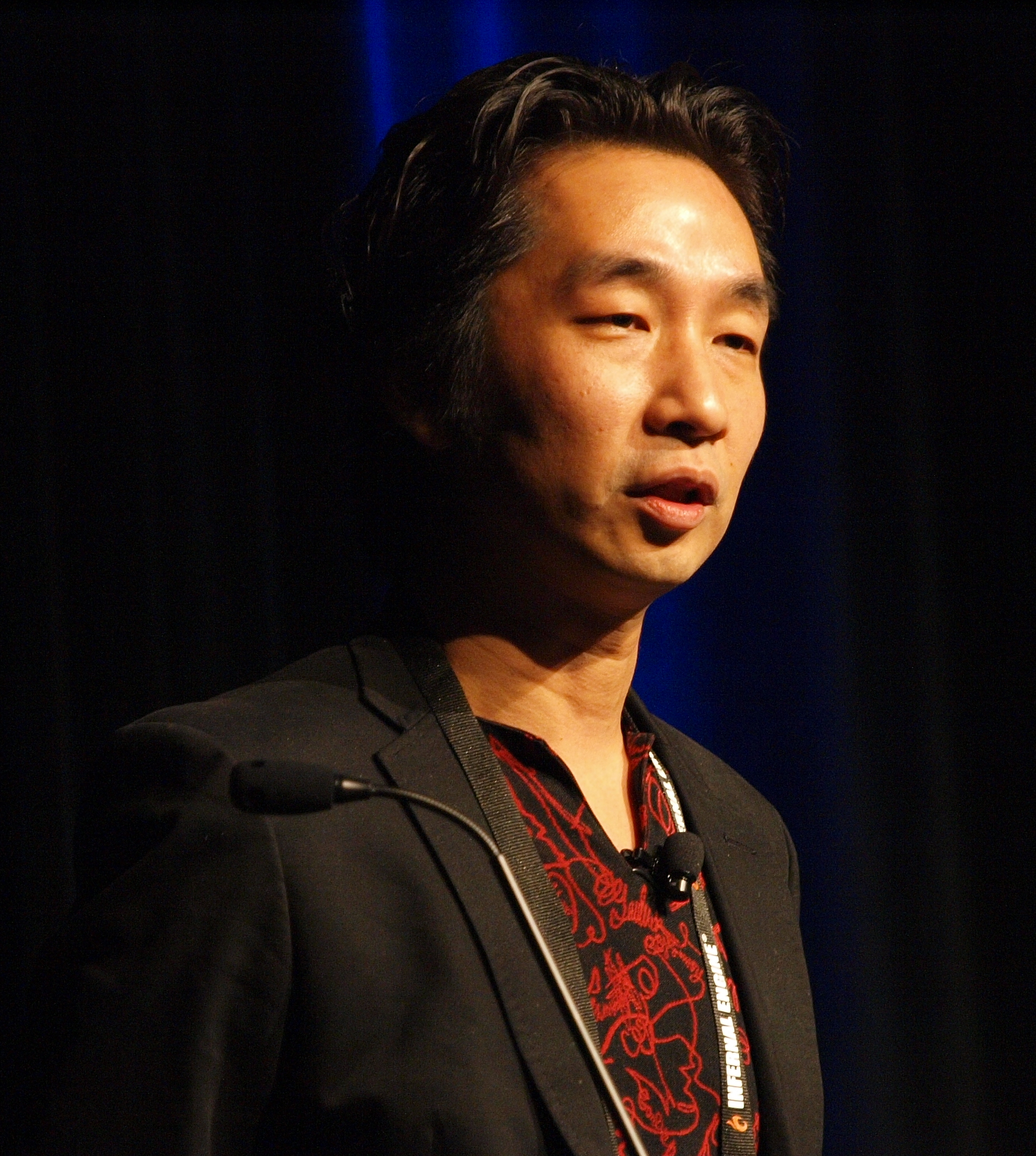
Акира Ямаока — композитор и консультант Silent Hill: Homecoming

«Работа в американском коллективе кардинально отличается от работы в Silent Team. Конечно, есть преимущества и недостатки, но я впечатлён технологическим уровнем американцев — The Collective создали фантастически красивую графику. Смотря на неё, я ловлю себя на мысли: ничего себе, Япония в беде!» — говорил Ямаока в интервью журналу Game Developer. Акира отмечал, что буквально путешествовал через океан для того, чтобы участвовать в разработке. Он также заметил, что все члены команды любят серию и единственное, о чём он беспокоился — это об уровне знания английского языка. Композитор считал, что учитывая современные ноу-хау, количество звуков в игре может быть бесконечным. Он назвал оригинальный Silent Hill попыткой сделать классический американский хоррор, пропущенный сквозь японский фильтр, в то время как Silent Hill: Homecoming воспринимался им как американский ужастик, выполненный на японский мотив. С командой он общался через переводчика.
Вице-президент по маркетингу Konami Энтони Кроутс заявлял, что переход на консоли нового поколения сделает игру самой красивой в истории франшизы. В игре используются как технологии motion, так и performance capture. Над первыми работала организация House of Moves Motion Capture Studios, над вторыми — Pendulum Studios. В лицевой анимации использовалась система Pendulum’s AlterEgo. Впервые в серии актёры играли не только роль персонажей, но и монстров. Высоких существ оживлял каскадёр на ходулях. Полученное изображение обрабатывали и накладывали слой за слоем, благодаря чему существа стали более правдоподобными. Разработчики использовали технологии движка Havoc, обеспечивающие реальное взаимодействие объектов с окружающей средой. Студия решила, что к игре не будут выпускаться DLC, хотя на раннем этапе разработки прорабатывалась возможность создания сюжетного дополнения, в котором история проистекала с точки зрения Адама Шепарда.
Double Helix Games к первоначальным уровням добавила эффекты тумана и зернистости, а также сохранила иные визуальные детали, вплоть до шрифта текста, чтобы конечное изображение с частотой кадров в 720 p соответствовало эстетике серии. В Homecoming также встречаются эффекты «снега», царапин и пыли на плёнке. Брайан Хортон, будучи главным художником, сообщал, что от современных игр часто ждут чистое изображение, поэтому команда разработчиков долго боялась добавлять графические фильтры. Однако в итоге они, по его мнению, помогли проекту выделиться на общем фоне. Он считал, что чем меньше видит зритель, тем сильнее он испытывает страх. Для достижения этой цели разработчики использовали эффекты теней и множество «драматических силуэтов». Клубящийся туман содержал эффекты падающего пепла.
Аллен прошёл все предшествующие игры, на что у него ушло три с половиной месяца, чтобы понять те составляющие проектов, которые влияют на восприятие хорроров игроками. Джейсон говорил, что ему нравится поднимать вопросы в игре, но не давать на них ответа. Это, по его словам, должно вызывать ответную реакцию у фанатов, которые бы строили предположения по поводу интерпретации произошедших событий. Хортон выражал мнение, что чем меньше в игре сказано прямым текстом, тем страшнее получается. Таким образом команда разработчиков создавала ситуации, в которых игроку оставалось только гадать о происходящем. Несмотря на неоднозначную реакцию как поклонников серии, так и новичков, Аллен и его команда были довольны своей игрой: «Я чувствую, что мы сделали отличный продукт, которым мы все гордимся». Уильям Ортелл добавлял: «Мы очень хотели показать игроку глубину кроличьей норы и дать ему прочувствовать всё безумие Сайлент Хилла». Выход Homecoming означал для серии кризис индивидуальности. Когда одни стремились создать свой собственный уникальный мир, другие желали появления Silent Hill, напоминающего четвертую часть Resident Evil. «Бедная команда разработчиков оказалась где-то посередине» — в позднем интервью отмечал Хьюллетт.

### Влияние
Идейными вдохновителями Silent Hill: Homecoming были не только прошлые игры серии, но и кинофильм «Сайлент Хилл» Кристофа Гана. Из экранизации были позаимствованы культисты в масках, поведение и дизайн медсестёр, идущих на свет, облик Пирамидоголового, кусачие жуки, падающий пепел и горящие залежи угля, звуки сирены, а также несколько иных сцен, включая момент смены реального мира на альтернативный. Уильям Ортелл, представитель The Collective, касательно влияния экранизации говорил, что ощущения от игр могут быть сравнимы с ощущениями от фильмов. Топор Пуласки, присутствующий в игре, является очевидным намёком на сериал «Твин Пикс». Часто в проекте встречаются и отсылки к «Лестнице Иакова», в котором протагониста-военного преследуют монстры. Цитаты из фильма можно встретить и в Silent Hill 3, однако Homecoming преподносит некоторые сцены в точности как в киноленте. К ним, в частности, можно отнести поездку Джейкоба на больничной каталке. На игру также оказал воздействие фильм «Голова-ластик» Дэвида Линча, и в большей степени «Человек-слон». Аллен заявлял, что в стремлении к воссозданию напряжённости в Silent Hill команда ориентировалась на классический фильм ужасов Ридли Скотта «Чужой», сильной стороной которого являлось появление монстра ближе к финалу картины.
Из предыдущих игр серии особенно чувствуется влияние сцены с исповедью из Silent Hill 3 и сценария Born from a Wish из Silent Hill 2. Убегающий Джошуа, который скрывался за окутанными туманом зданиями, напоминал Шерил из первой части, а в те моменты, когда он прятался за решёткой — Лору. Отверстие в стене и перетягивание кролика походило на аналогичную сцену из второй части серии. Сама плюшевая игрушка — кролик Робби из Lakeside Amusement Park, а также инвалидные коляски ранее встречались в третьей части франшизы. Финал игры, разворачивающийся на озере Толука, в какой-то мере повторял встречу Мэри и Джеймса, в то время как начало походило на завязку Silent Hill 3:93,102. Смог походит на Лежачую фигуру, а Сиам на Клозера. Игровые обозреватели также отметили влияние фильмов «Хостел» и «Пила». Впрочем, авторы заявляли, что подобное заимствование было «непреднамеренным».

## Релиз

### Выпуск
Первоначально сообщалось, что игра должна появиться на прилавках в сентябре 2008 года. Homecoming вышла в Соединённых Штатах Америки 30 сентября 2008 года как на PlayStation 3, так и на Xbox 360. Впрочем, впоследствии стало известно, что европейский выпуск проекта задержится до ноября, а после он был перенесён на 27 февраля 2009. Пресса предполагала, что причиной задержки стали трудности с региональной локализацией. Игру планировали выпустить в Японии, однако эти планы так и не были реализованы. На официальном японском сайте было сообщено, что релиз приостановлен. Последнее обновление на нём датировалось ноябрём 2008 года.
На Leipzig Games Convention было объявлено, что для персональных компьютеров игра появится исключительно на сервисе Steam, что исключало возможность выпуска коробочных изданий. Konami данные слухи не подтверждала. По мнению некоторых игровых обозревателей, это означало, что издатель разочаровался в этой платформе и не желал вкладывать в неё средства. Однако впоследствии сведения подтвердились — между Konami и Valve было заключено соглашение в пользу онлайн-распространения продукта. Версия для PC должна была появиться одновременно с консольными релизами. Однако без объявления причин выпуск был отодвинут на вторую половину октября. Майк Данкл, официальный представитель Valve, попросил следить за дополнительной информацией, хотя накануне Konami в своём пресс-релизе объявляла, что игра уже доступна для покупки.
Релиз состоялся 6 ноября 2008 года для пользователей Северной, Центральной и Южной Америки, с итоговым месячным «опозданием». Первые пять дней Valve распространяла игру со скидкой в 10 %, что стало своеобразной «компенсацией за слишком затянувшееся ожидание». Вопреки имеющимся сведениям, европейские покупатели также получили возможность приобрести DVD-диск игры для PC. Причины указанного решения не разглашались. В январе 2011 года Homecoming стала доступна и через сеть цифровой дистрибуции Direct2Drive в качестве одного их стартовых продуктов. В России англоязычная версия игры появилась на всех трёх платформах: 13 марта 2009 на PS3 и X360, а 18 марта 2009 на PC. В качестве издателя выступила компания 1С-СофтКлаб. За первый месяц продаж игра разошлась тиражом в 200 тысяч копий. На четвёртой неделе они резко упали. Всего Homecoming продалась тиражом в 400 тысяч экземпляров.

### Цензура
У издателей игры были трудности с цензурой в некоторых странах. Австралийская аттестационная комиссия отказалось присваивать рейтинг игре из-за изображения «насилия и чрезмерных кровавых эффектов», что привело к запрету на распространение. Homecoming стала четвёртой игрой, запрещённой комиссией в 2008 году, наряду с Shellshock 2: Blood Trails, Dark Sector и Fallout 3. К разряду спорных моментов проекта OFLC отнесла сцены, в которых изображены разрывы частей тела, расчленения трупов и пытки. Так, Алексу дрелью могли просверлить голову через правый глаз, что вызывало потоки крови. Либо сам Алекс мог проткнуть сверлом череп другого персонажа. У игровых журналистов возникали вопросы, почему комиссия обратила пристальное внимание на данные эпизоды, учитывая, что ранее Resident Evil 4, в котором главному герою могли отпилить голову бензопилой, прошла сертификацию без каких-либо проблем. Atari, владеющая правами на издание в этом регионе, планировала модифицировать некоторые сцены после получения разрешения от Konami, чтобы изменить рейтинг на MA15+ и выпустить игру в первом квартале 2009 года.
Проект оставался в подвешенном состоянии вплоть до пересмотра рейтинга классификационным советом 5 января 2009 года. Atari и Konami всё же пришлось вырезать нежелательное содержание из игры. Так, Алекс лишился возможности использовать добивающие комбо на культистах, изменились анимации использования топора, лома, стальной трубы, сократилось количество кровавых порезов на теле доктора Фитча, изменились сцены пыток с судьей Холлуэй — использованы иные повороты камеры и затемнение в некоторых местах, исчезло тело Адама Шепарда после его смерти. В дальнейшем распространением Homecoming на территории Австралии занималась компания Red Ant. В Германии 19 ноября 2010 года суд первой инстанции Франкфурта-на-Майне конфисковал импортированные из Великобритании копии игры для Xbox 360 за нарушение 131 статьи Уголовного кодекса (пропаганда насилия).

## Саундтрек

### Создание и выпуск
Альбом содержит двадцать одну композицию. Он был выпущен в качестве цифрового релиза 31 декабря 2007 года. Полная версия распространялась через сеть GameStop, три трека были доступны через Amazon. На CD-диске в качестве промо-вложения саундтрек появился 24 ноября 2008 года под лейблом Konami of America. Диск шёл бонусом при предварительных заказах игры. Музыка в нём была записана на CD Audio, а треки находились в формате mp3. Переиздание альбома появилось 17 апреля 2012 года, совместно с альбомами к Origins и Shattered Memories. Четыре вокальных трека были записаны с участием вокалистки Мэри Элизабет Макглинн — к ним относится песни «One More Soul To The Call», «Elle Theme», «This Sacred Line» и «Alex Theme». Тексты к ним написал Джо Ромерса.
Саундтрек вошёл в сборник Silent Hill Sounds Box, который был выпущен на территории Японии компанией Konami Digital Entertainment Co 16 марта 2011 года. В отличие от первоначальной версии, композиция «Alex theme» в нём представлена в виде ремикса с подзаголовком «Machine Head Mix». Два трека, «Cold Blood» и «Witchcraft», попали в альбом The Best of Silent Hill, в котором музыкальные композиции были исполнены композитором Эдгаром Ротермихом. Альбом был выпущен Perseverance Records 29 октября 2013 года. Всего для игры в течение двух месяцев было записано около тридцати композиций. Их общая продолжительность составляет порядка 70 минут. «One More Soul To The Call» повествует о скрытых страхах и материнской душе; «Elle Theme» рассказывает о событиях, случившихся в Шепардс-Глене; «Alex Theme» представляет собой монолог главного героя. Акира считал «One More Soul To The Call» любимой песней в этом альбоме.
Ямаока заявлял, что несмотря на смену разработчика, музыкальный стиль серии не изменился: «Я пытался сохранить то же самое чувство для мира Silent Hill<…>в то же время пробуя создать нечто новое». Не желая менять традиции, полюбившиеся поклонникам, Ямаока вновь привлек к работе над альбомом Мэри Макглинн. Это стало для неё пятым проектом в серии. Впервые за историю франшизы композитор использовал 5.1-канальные объёмные технологии звука. Работы над саундтреком были завершены в ноябре 2007 года. За прошедшее время Акира получил возможность контактировать с создателями игр в других компаниях, что помогло ему посмотреть на вещи с другой перспективы. Деятели игровой индустрии в некоторой степени воздействовали на его работу. Он также говорил о влиянии Portishead, Massive Attack, Пи Джей Харви и Metallica. Ямаока считал, что теряет хватку, поскольку на создание каждой мелодии у него уходило гораздо больше времени, чем он тратил на это ранее. Композитор был несколько скован заданной стилистикой и сдерживал собственные позывы к экспериментам. Саундтрек получился лирическим и сентиментальным — жанры техно и хеви-метал в нём не использовались.

### Список треков
| №                   | Название                                                                                             | Длительность |
| ------------------- | --- | ------------ |
| 1.                  | «One More Soul To The Call» (в исполнении Мэри Элизабет Макглинн)                                    | 6:06         |
| 2.                  | «Witchcraft»                                                                                         | 3:58         |
| 3.                  | «Mr. JOY»                                                                                            | 2:36         |
| 4.                  | «Cold Blood»                                                                                         | 3:14         |
| 5.                  | «The Terminal Show»                                                                                  | 3:05         |
| 6.                  | «Elle Theme» (в исполнении Мэри Элизабет Макглинн)                                                   | 5:33         |
| 7.                  | «4 Pattern»                                                                                          | 3:38         |
| 8.                  | «Snow Flower»                                                                                        | 2:48         |
| 9.                  | «Attitude #70»                                                                                       | 2:20         |
| 10.                 | «Regards»                                                                                            | 2:06         |
| 11.                 | «Total Invasion»                                                                                     | 2:17         |
| 12.                 | «The Real Love»                                                                                      | 3:13         |
| 13.                 | «Voodoo Girl»                                                                                        | 2:12         |
| 14.                 | «Living In Fear»                                                                                     | 2:38         |
| 15.                 | «Dreams of Leaving»                                                                                  | 3:56         |
| 16.                 | «Who Knows»                                                                                          | 2:27         |
| 17.                 | «Slave 2 Death»                                                                                      | 2:28         |
| 18.                 | «The Thing»                                                                                          | 3:37         |
| 19.                 | «Dead Monks»                                                                                         | 2:26         |
| 20.                 | «This Sacred Line» (в исполнении Мэри Элизабет Макглинн)                                             | 4:40         |
| 21.                 | «Alex Theme» (Machine Head Mix в версии Silent Hill Sounds Box. В исполнении Мэри Элизабет Макглинн) | 4:55         |
| Общая длительность: | Общая длительность:                                                                                  | 70:14        |

## Критика
| Сводный рейтинг       | Сводный рейтинг                           |
| Агрегатор             | Оценка                                    |
| --------------------- | ----------------------------------------- |
| GameRankings          | 71,96 % (X360) 71,28 % (PS3) 59,38 % (PC) |
| Metacritic            | 71/100 (PS3) 70/100 (X360) 64/100 (PC)    |
| Иноязычные издания    |                                           |
| Издание               | Оценка                                    |
| Destructoid           | 9/10                                      |
| Game Informer         | 6,50/10                                   |
| GameRevolution        | B                                         |
| GameSpot              | 6,5/10                                    |
| GamesRadar+           | [ 175 ]                                   |
| IGN                   | 5,5/10                                    |
| TeamXbox              | 8,4/10                                    |
| Русскоязычные издания |                                           |
| Издание               | Оценка                                    |
| Absolute Games        | 51/100 %                                  |
| «PC Игры»             | 7,5/10                                    |
| «Игромания»           | 6,5/10                                    |
| «ЛКИ»                 | Орден                                     |
| «Мир фантастики»      | 7/10                                      |
| «НИМ»                 | 6,3/10                                    |
| «Страна игр»          | 6,5/10                                    |

### Рейтинги
Критические восприятие на видеоигру носило амбивалентный характер. Homecoming получила 71 балл из 100 на агрегаторе Metacritic в версии для PS3 (18 позитивных, 23 смешанных обзора), 70 баллов для Xbox 360 (23 позитивных, 30 смешанных, 1 негативная рецензия) и 64 для PC (4 позитивных, 10 смешанных мнений). К шестёрке страшнейших монстров серии портал Bloody-disgusting относил Игольника (англ. Needler), чей внешний вид, по-видимому, символизирует роды. Игольник выглядит как роженица с отвратительной головой вместо новорожденного ребёнка. В аналогичном тринадцатипозиционном списке по версии сайта GamesRadar расположилась Асфиксия (англ. Asphyxia), помесь созданий Гильермо дель Торо и сороконожки, с выступающими руками в качестве ног, прикрывающими её гротескную наготу. Этот же ресурс включал Silent Hill: Homecoming в шестёрку видеоигр с неожиданными поворотами сюжета и в восемь игр, которые были сном. По итогам 2009 года игра названа «Разочарованием года» по версии журнала «Игромания» и выбором редакции по версии сайта Destructoid.

### Повествование и герои
Рядом критиков сюжет был воспринят крайне негативно. Владимир Горячев, обозреватель Absolute Games, считал, что диалоги невнятны, шатания по локациям бессмысленны, ветка повествования, открывающая все тайны, появляется только в последние полчаса игры, а всё остальное — «фантасмагория ради фантасмагории, ведущая к пяти вялым концовкам». Роман Епишин писал, что бодрое начало не компенсируется окончанием, интрига пропадает после первой же сцены, «ну а к середине истории секретов не останется даже для самых ленивых». Роман Островерхов, журналист «Мира фантастики», писал, что диалоги носят бредовый характер, сюжет не содержит ни страха, ни логики — он косноязычен, а все важные сцены преподносятся полунамёками. Сергей Цилюрик писал, что сюжет, напоминающий молодёжный слэшер, находится на уровне невнятного фанфика, который не добавляет истории Сайлент Хилла ничего нового, но создаёт дыры и несостыковки. Крис Худак, рецензент GameRevolution, заявлял, что игровая история гораздо более проста, чем её японские предшественницы, главным образом потому, что американцы не столь большие поклонники двусмысленности и открытых интерпретаций. Сюжетная линия, по мнению Сергея Думакова, рецензента журнала PC игры, оказалась слишком приближена к реалиям одноэтажной Америки.
Впрочем, были высказаны и другие мнения. Константин Подстрешный, рецензент журнала «Навигатор игрового мира», считал, что игра представляет собой работу посредственного ремесленника, которому поручили закончить работу погибшего мастера. Однако история вполне соответствует букве и духу сериала, и хотя выбор между финалами не настолько тонок, «но это действительно выбор». «Как это могло получиться, не совсем понятно. Возможно, перед дверьми Double Helix умирал от голода слепой бродячий сценарист, и они пустили его погреться. Но гораздо вероятней, что американской студии просто передали наработки, оставшиеся от японской команды». Хорев Тимур, обозреватель журнала «Лучшие компьютерные игры», отзывался о сюжете Silent Hill: Homecoming как гораздо более внятном, чем в четвёртой части; в нём присутствуют интересные повороты и запоминающиеся персонажи. Хотя к концу действие «провисает», а в повествовании появляются несуразности, вроде телепортаций. Александр Ли, журналист Variety, счёл, что Homecoming следует традициям серии в персонификации персонального ада. Игра, богатая на подтекст и сюрреализм, динамично развивается и ведёт игрока через сильную сюжетную линию, оканчивающийся потрясающим и непредсказуемым финалом.
Роман Епишин, обозреватель «Игромании», писал, что протагонист обладает несвойственной его предшественникам резвостью, что делает его похожим на Лару Крофт. Он также отметил, что персонажу не хватает индивидуальности. Ему вторил Олег Чеботарев: «В Алексе, как в образцово-показательном психопате, уживается все разом: в начале игры он непуганый дурачок, безуспешно пытающийся разобраться в непростой обстановке, в середине игры мучается философскими вопросами, ну а ближе к финалу развязывает настоящую войну с криминально-мистическими силами зла». Роман Островерхов заявлял, что у Шепарда нет ни здравого смысла, ни мотивации, а благодаря простеньким комбо он может только «корчить Рембо на полном серьёзе». Ларк Андерсон, обозреватель GameSpot, подчёркивал одарённость Алекса в плане военной подготовки, чего, по его мнению, не хватало другим героям Silent Hill:111. Брент Соболески также считал, что он гораздо более гибок в бою, чем его неуклюжие предшественники. Джордан Бомэн, журналист GamesRadar, оценивая роль главного героя в повествовании, писал, что Алекс никогда не был солдатом, а только жертвой культа, и ранее распространённая о нём информация была ложной. В любой ретроспективной сцене игры он выглядит как чёрная овца на фоне своего изнеженного брата Джошуа. Кошмарный сон, в котором он привязан к каталке в госпитале, заполненном кричащими пациентами, является «тонким свидетельством его истинного происхождения». Люк Маккинли считал, что всё происходящее с главном героем является сном — на это указывают его странные потери сознания и утрата связи с реальностью, чего только стоит упавшая в кровь кукла, за мгновение переносящая персонажа в мир грёз и кошмаров. Маккинли выводит мысль, что Шепард, будучи братоубийственным нарколептичным маньяком, провёл всю игру в психиатрической больнице. Это объясняет и то, что все часы остановились на 2:06. 206 — это палата Алекса.